# Newtown AFC
Newtown A.F.C. is een voetbalclub uit Wales. De club werd in 1875 opgericht en speelt in de League of Wales. De thuiswedstrijden worden gespeeld op Latham Park in Newtown waar 5000 toeschouwers in kunnen.

## Geschiedenis

### Hoogtepunten
Newtown AFC werd in 1875 opgericht onder de naam Newtown White Stars en is hiermee een van de oudste clubs in het land. In 1877 nam de ploeg deel aan de eerste wedstrijd in de Welsh Cup ooit tegen Druids of Ruabon (later opgegaan in NEWI Cefn Druids). Ondanks het feit dat de beker dat seizoen door Wrexham werd gewonnen, wist Newtown in 1879 alsnog de prijs in de wacht te slepen na een 2-1-overwinning op de favoriet Wrexham. In 1881 was Newtown verliezend finalist en in 1895 werd de beker gewonnen. Daarna zou het tientallen jaren rustig zijn rond de club, totdat in 1955 eindelijk weer een prijs werd gepakt, namelijk de Welsh Amateur Cup.
Na de jaren twintig van de 20e eeuw speelde Newtown veelal zijn wedstrijden in de Mid-Wales League en wist het in 1976, 1979, 1982, 1987 en 1988 het kampioenschap te behalen. In 1992 was Newtown AFC medeoprichter van de League of Wales, maar tot op heden werd het kampioenschap niet behaald. Wel werd tweemaal een tweede plaats behaald (in 1996 en 1998), wat enkele wedstrijden voor de UEFA Cup opleverde (in '96 tegen Skonto Riga uit Litouwen en in '98 tegen Wisła Kraków uit Polen). Nooit wist de ploeg een ronde te overleven op Europees niveau.

### Stadions
Door de jaren heen heeft de club vele verschillende stadions gehad, waaronder Cunnings, 24 Acres, Racecourse Recreation Ground en Plantation Lane, maar in 1940 werd besloten een eigen stadion te bouwen: Latham Park, alwaar de club nog steeds speelt. Door de jaren heen heeft het stadion vele verbouwingen doorgaan, waardoor momenteel 5000 bezoekers naar binnen kunnen. In 2004 ontving het stadion een licentie van de UEFA, waarmee het de eerste thuisbasis van een Welsh team is die aan de internationale standaard voldoet. In de afgelopen jaren heeft het het stadion niet alleen als uitvalsbasis gefungeerd voor Europese wedstrijden van de ploeg zelf (tegen Skonto Riga in 1996 en Wisła Kraków in 1998), maar worden er ook wedstrijden van nationale jeugd- en vrouwenteams en internationale wedstrijden van andere clubs uit Wales georganiseerd.

### Prestaties
- Winnaar Welsh Cup: 1879 en 1895
- Verliezend finalist Welsh Cup: 1881, 2015
- Verliezend finalist Welsh League Cup: 2012
- Winnaar Welsh Amateur Cup: 1955
- Kampioen Mid-Wales League: 1976, 1979, 1982, 1987 en 1988
- Tweede plaats League of Wales: 1996 en 1998

## Newton AFC in Europa
#Q = #kwalificatieronde, T/U = Thuis/Uit, W = Wedstrijd, PUC = punten UEFA coëfficiënten .
Uitslagen vanuit gezichtspunt Newtown AFC
| Seizoen | Competitie        | Ronde | Land                | Club              | Totaalscore  | 1e W    | 2e W       | PUC |
| ------- | ----------------- | ----- | ------------------- | ----------------- | ------------ | ------- | ---------- | --- |
| 1996/97 | UEFA Cup          | 1Q    | Vlag van Letland    | Skonto FC         | 1-7          | 1-4 (T) | 0-3 (U)    | 0.0 |
| 1998/99 | UEFA Cup          | 1Q    | Vlag van Polen      | Wisła Kraków      | 0-7          | 0-0 (T) | 0-7 (U)    | 0.5 |
| 2015/16 | Europa League     | 1Q    | Vlag van Malta      | Valletta FC       | 4-2          | 2-1 (T) | 2-1 (U)    | 2.0 |
|         |                   | 2Q    | Vlag van Denemarken | FC Kopenhagen     | 1-5          | 0-2 (U) | 1-3 (T)    | 2.0 |
| 2021/22 | Conference League | 1Q    | Vlag van Ierland    | Dundalk FC        | 0-5          | 0-4 (U) | 0-1 (T)    | 0.0 |
| 2022/23 | Conference League | 1Q    | Vlag van Faeröer    | HB Tórshavn       | 2-2 (4-2 ns) | 0-1 (U) | 2-1 nv (T) | 1.0 |
|         |                   | 2Q    | Vlag van Slowakije  | FC Spartak Trnava | 2–6          | 1-4 (U) | 1-2 (T)    | 1.0 |

Totaal aantal punten voor UEFA coëfficiënten: 3.5
Zie ook
- Deelnemers UEFA-toernooien Wales
- Ranglijst van alle clubs die in de diverse Europa Cups zijn uitgekomen